# Lago Salton
Il lago Salton, Salton Sea in lingua inglese, è un lago salato endoreico situato nel sud della California, nel sud-ovest degli Stati Uniti d'America.

## Storia
Il lago è stato creato da una grave inondazione del fiume Colorado avvenuta all'inizio del XX secolo. L'acqua, attraverso canali di irrigazione, si riversò per diversi mesi nella pianura Salton, inondando fattorie e case su una superficie di 1000 chilometri quadrati di deserto e creando un lago. Oggi è circondato da un arido deserto, a nord dell'Imperial Valley. Compreso nelle contee di Riverside e Imperial, è alimentato da numerosi fiumi: il New River, il Whitewater River e l'Alamo River. Il lago Salton si trova nell'entroterra, in una depressione vicino ai monti San Jacinto.
Il bacino idrico è interessato da un progressivo degrado dovuto a livelli crescenti di inquinamento delle acque, un fenomeno che è alla base del fallimento di un progetto, nato negli anni cinquanta, che voleva fare di questo lago il luogo turistico balneare dell'Imperial Valley. Presso i centri di Salton City, Salton Sea Beach e Desert Shores, nella parte ovest del lago, e Desert Beach, North Shore e Bombay Beach, in quella est, si può vedere ciò che rimane di quel progetto: edifici e strade in stato di degrado e abbandono. Solo l'immigrazione dal vicino Messico ha impedito che questi centri divenissero delle città fantasma a tutti gli effetti, dato che le abitazioni lasciate vuote dai precedenti abitanti sono state poi in parte occupate dagli immigrati in cerca di una sistemazione economica.

## Regime idrico
Con un'estensione di 974 chilometri quadrati, rappresenta il più grande lago della California. La sua dimensione è soggetta a variazioni in funzione di una serie di fattori, come l'apporto d'acqua da suoi contributori, i prelievi per uso agricolo, l'evaporazione e la frequenza delle precipitazioni. In media, misura 24 km per 56 km. La diminuzione delle precipitazioni annue, determinata dall'aggravarsi della siccità, ne sta causando il progressivo ritiro, ponendo una serie di minacce ecologiche all'intera area.

## Inquinamento
Essendo un lago chiuso, le sue acque presentano livelli allarmanti di inquinamento, dovuti in gran parte alle acque fluviali che provengono dal Messico, dove sono ancora in uso prodotti chimici per agricoltura molto inquinanti. La situazione delle sue acque è così grave che è divenuto pericoloso sia mangiarne il pescato sia il semplice farvi il bagno.
Dal 2003 è stato avviato un progetto di riqualifica e recupero del lago, che tuttavia non ha saputo dare risultati soddisfacenti.
Il progressivo ritiro delle acque sta mettendo allo scoperto porzioni crescenti di un alveo carico di sostanze tossiche, una situazione causata dall'industria agricola estensiva. Senza decisive misure di intervento, il volume del lago potrebbe ridursi in modo drastico e la salinità aumentare in maniera considerevole. Col ridotto apporto idrico, l'abbassamento del livello dell'acqua metterebbe a nudo un alveo carico di terriccio intriso di sostanze tossiche, leggero e volatile, destinato ad alzarsi col vento e dare origine a delle pericolose dust bowl.
Nel 2013, il musicista ambient Rafael Anton Irisarri ha dedicato un suo lavoro dal titolo "The Unintentional Sea" al disastro ambientale del Lago Salton.

## Risorse
Nel 2023 uno studio finanziato dal Dipartimento dell'energia statunitense ha rilevato che al di sotto del lago si trova un giacimento da 18 milioni di tonnellate di litio, contro le quattro milioni di tonnellate inizialmente stimate. Si tratterebbe del più grande giacimento al mondo di questo elemento chimico.